# 絲鰭塔氏魚
絲鰭塔氏魚，為黑頭魚科的其中一種，為深海魚類，分布於西北太平洋日本海域，深度945公尺，體長可達18.6公分，棲息在中層水域，生活習性不明。

## 扩展阅读
維基物種上的相關：絲鰭塔氏魚